# PEI Tankard
PEI Tankard – prowincjonalne mistrzostwa mężczyzn Wyspy Księcia Edwarda w curlingu, zwycięzca występuje jako reprezentacja prowincji na the Brier. Zawody rozgrywane są od 1936, z powodu II wojny światowej turnieje nie odbyły się w 1943-1945.
Do 2011 turniej nosił nazwę Labatt Tankard.
Zawodnicy z Wyspy nigdy nie wygrali mistrzostw kraju, jedynie dwukrotnie zdobywali brązowe medale.

## Mistrzowie Wyspy Księcia Edwarda
| Rok  | Czwarty               | Trzeci            | Drugi             | Otwierający       | Miasto, klub                                                                          | Pozycja na the Brier |
| ---- | --------------------- | ----------------- | ----------------- | ----------------- | ------------------------------------------------------------------------------------- | -------------------- |
| 1936 | Jim McIntyre          | C.K. Wightman     | R.W. Beck         | I.A. Younker      | Montague, Montague Curling Club                                                       | 10.                  |
| 1937 | Art Belcher           | Ty Cobb           | Ed Miles          | Bill Lord         | Charlottetown, Charlottetown Curling Club                                             |                      |
| 1938 | Mac McLaine           | Dick Hughes       | Jack Fraser       | Charley Williams  | Charlottetown, Charlottetown Curling Club                                             | 10.                  |
| 1939 | Mac McLaine           | Dick Hughes       | Heath McIntyre    | Charley Williams  | Charlottetown, Charlottetown Curling Club                                             | 9.                   |
| 1940 | Mac McLaine           | Dick Hughes       | Reg Bell          | Jack Fraser       | Charlottetown, Charlottetown Curling Club                                             |                      |
| 1941 | Russ Cruickshank      | Dick Hughes       | Ty Cobb           | Harry Sear        | Charlottetown, Charlottetown Curling Club                                             |                      |
| 1942 | Russ Cruickshank      | Harry Sear        | Reg Bell          | Don Gass          | Charlottetown, Charlottetown Curling Club                                             | 8.                   |
| 1946 | Frank Jens Hansen     | Walter Picard     | Frank Cox         | Wes Whitlock      | Charlottetown, Charlottetown Curling Club                                             |                      |
| 1947 | Frank Acorn           | Andy Likely       | John Squarebriggs | Arn Howatt        | Charlottetown, Charlottetown Curling Club                                             | 10.                  |
| 1948 | Gerald Hayes          | Theron Morrison   | Neil MacLennan    | Fred McRae        | Summerside, Summerside Curling Club                                                   | 10.                  |
| 1949 | Russ Cruickshank      | Heath McIntyre    | James Howatt      | Hiram Atkinson    | Charlottetown, Charlottetown Curling Club                                             |                      |
| 1950 | Heath Saunders        | Doug Saunders     | Dan O’Rourke      | David MacLeod     | Charlottetown, Charlottetown Curling Club                                             | 10.                  |
| 1951 | Frank Acorn           | John Squarebriggs | Bill MacNeill     | Mel Jenkins       | Charlottetown, Charlottetown Curling Club                                             | 10.                  |
| 1952 | Frank Jens Hansen     | Chris Gallant     | Charles Kidd      | Harold McInnis    | Charlottetown, Charlottetown Curling Club                                             |                      |
| 1953 | Frank Acorn           | Stewart Moore     | Charles Kidd      | Jim Campbell      | Charlottetown, Charlottetown Curling Club                                             | 10.                  |
| 1954 | Dr. Wendell MacDonald | John Squarebriggs | Elmer MacDonald   | Barry MacDonald   | Charlottetown, Charlottetown Curling Club                                             |                      |
| 1955 | Dr. Wendell MacDonald | John Squarebriggs | Andy Likely       | Elmer MacDonald   | Charlottetown, Charlottetown Curling Club                                             |                      |
| 1956 | Dr. Wendell MacDonald | John Squarebriggs | Andy Likely       | Elmer MacDonald   | Charlottetown, Charlottetown Curling Club                                             |                      |
| 1957 | Cliff MacDonald       | Jim Cameron       | Bill Mooreside    | Gordon Stewart    | Summerside, Summerside Curling Club                                                   | 10.                  |
| 1958 | Doug Cameron          | George Dillon     | Jim Cameron       | Arnold Llewellyn  | Charlottetown, Charlottetown Curling Club                                             | 6.                   |
| 1959 | Cliff MacDonald       | Doug Cameron      | George Dillon     | Art Burke         | Charlottetown, Charlottetown Curling Club                                             |                      |
| 1960 | Doug Cameron          | George Dillon     | Joe Saunders      | Arnold Llewellyn  | Charlottetown, Charlottetown Curling Club                                             | 5.                   |
| 1961 | Doug Cameron          | George Dillon     | Joe Saunders      | Arnold Llewellyn  | Charlottetown, Charlottetown Curling Club                                             |                      |
| 1962 | Art Burke             | Alan Smith        | Bob Dillon        | Wayne Rhodenizer  | Charlottetown, Charlottetown Curling Club                                             | 10.                  |
| 1963 | Doug Cameron          | George Dillon     | Joe Saunders      | Arnold Llewellyn  | Charlottetown, Charlottetown Curling Club                                             | 6.                   |
| 1964 | Art Burke             | Alan Smith        | Bob Dillons       | Stu Laver         | Charlottetown, Charlottetown Curling Club                                             |                      |
| 1965 | Doug Cameron          | Alan Smith        | George Dillon     | Bob Dillon        | Charlottetown, Charlottetown Curling Club                                             | 7.                   |
| 1966 | Art Burke             | Arnold Llewellyn  | Ralph Manning     | W. Temple Hooper  | Charlottetown, Charlottetown Curling Club                                             |                      |
| 1967 | Ken MacDonald         | Ken MacKenzie     | Paul DesRoches    | John Murphy       | Montague, Montague Curling Club                                                       |                      |
| 1968 | Alan Smith            | Doug Bell         | Bob Dillon        | Merrill Wigginton | Charlottetown, Charlottetown Curling Club                                             |                      |
| 1969 | Alan Smith            | Doug Bell         | Bob Dillon        | Merrill Wigginton | Charlottetown, Charlottetown Curling Club                                             |                      |
| 1970 | Art Burke             | George Dillon     | Joe Saunders      | Lorne Burke       | Charlottetown, Charlottetown Curling Club                                             |                      |
| 1971 | Kip Ready             | Bill MacGregor    | David Kassner     | Norm MacNeill     | Charlottetown, Charlottetown Curling Club                                             |                      |
| 1972 | Kip Ready             | Bill MacGregor    | David Kassner     | Norm MacNeill     | Charlottetown, Charlottetown Curling Club                                             |                      |
| 1973 | Bob Dillon            | Doug Cameron      | John Fortier      | Merrill Wigginton | Charlottetown, Charlottetown Curling Club                                             |                      |
| 1974 | Bob Dillon            | John Fortier      | Jerry Muzika      | Merrill Wigginton | Charlottetown, Charlottetown Curling Club                                             |                      |
| 1975 | John Fortier          | Don MacRae        | David Kassner     | Don Callbeck      | Charlottetown, Charlottetown Curling Club                                             |                      |
| 1976 | Ken MacDonald         | Keith MacEachern  | Peter MacDonald   | Al Ledgerwood     | Charlottetown, Charlottetown Curling Club                                             | 12.                  |
| 1977 | Ken MacDonald         | George Dillon     | Al Ledgerwood     | Keith MacEachern  | Charlottetown, Belvedere Golf & Winter Club                                           | 12.                  |
| 1978 | Peter MacDonald       | Rod MacDonald     | Ron Casey         | Keith Wedge       | Summerside, Summerside Curling Club                                                   |                      |
| 1979 | Wayne Matheson        | Ken MacDonald     | Al Legerwood      | John Scales       | Charlottetown, Charlottetown Curling Club                                             |                      |
| 1980 | Ted MacFadyen         | Bill MacFadyen    | Mike Coady        | Gordie Hermann    | Crapaud, Crapaud Community Curling Club                                               | 9.                   |
| 1981 | Peter MacDonald       | Robert Carruthers | Alexander Stewart | Roddie MacDonald  | Charlottetown, Charlottetown Curling Club                                             | 8.                   |
| 1982 | Peter Jenkins         | Doug Weeks        | Peter Gallant     | Roy Rodd          | Charlottetown, Charlottetown Curling Club                                             | 12.                  |
| 1983 | Ted MacFadyen         | Bill MacFadyen    | Mike Coady        | Sandy Foy         | Crapaud, Crapaud Community Curling Club                                               | 9.                   |
| 1984 | Wayne Matheson        | Ken MacDonald     | Al Ledgerwood     | Mark Victor       | Charlottetown, Charlottetown Curling Club                                             | 9.                   |
| 1985 | Wayne Matheson        | Doug Weeks        | John Likely       | Billy Dillon      | Charlottetown, Charlottetown Curling Club                                             | 5.                   |
| 1986 | Grant Somers          | Mel Bernard       | John MacWilliams  | Don Bourque       | Summerside, Silver Fox Curling Club                                                   | 12.                  |
| 1987 | Ted MacFadyen         | Bill MacFadyen    | Mike Coady        | Sandy Foy         | Crapaud, Crapaud Community Curling Club                                               | 10.                  |
| 1988 | Dave MacFadyen        | Frank MacDonald   | Neil MacFadyen    | Aidan Sheridan    | Crapaud, Crapaud Community Curling Club                                               | 11.                  |
| 1989 | Doug Weeks            | Blair Weeks       | Roy Rodd          | David Weeks       | Charlottetown, Charlottetown Curling Club                                             | 12.                  |
| 1990 | Ted MacFadyen         | Bill MacFadyen    | Mike Coady        | Sandy Foy         | Crapaud, Crapaud Community Curling Club                                               | 6.                   |
| 1991 | Robert Campbell       | Peter Gallant     | Mark O’Rourke     | Mark Butler       | Charlottetown, Charlottetown Curling Club                                             | 6.                   |
| 1992 | Ted MacFadyen         | Bill MacFadyen    | Mike Coady        | Sandy Foy         | Crapaud, Crapaud Community Curling Club                                               | 9.                   |
| 1993 | Robert Campbell       | Peter Gallant     | Mark O’Rourke     | Mark Butler       | Charlottetown, Charlottetown Curling Club                                             | 10.                  |
| 1994 | Mike Gaudet           | Eddie McKenzie    | Tyler Harris      | Craig Arsenault   | Charlottetown, Charlottetown Curling Club                                             | 12.                  |
| 1995 | Robert Campbell       | Peter Gallant     | Mark O’Rourke     | Mark Butler       | Charlottetown, Charlottetown Curling Club                                             | 5.                   |
| 1996 | Peter MacDonald       | Grant Somers      | John Postma       | Rod MacDonald     | Summerside, Silver Fox Curling Club                                                   | 4.                   |
| 1997 | Robert Campbell       | Peter Gallant     | Mark O’Rourke     | Mark Butler       | Charlottetown, Charlottetown Curling Club                                             | 11.                  |
| 1998 | Garth Mitchell        | Ken McGregor      | Phillip McInnis   | Brad Chugg        | Charlottetown, Charlottetown Curling Club                                             | 11.                  |
| 1999 | Robert Campbell       | Peter Gallant     | Mark O’Rourke     | Mark Butler       | Charlottetown, Charlottetown Curling Club                                             | 10.                  |
| 2000 | Andrew Robinson       | Evan Sullivan     | Brian Scales      | Bob Pritchett     | Charlottetown, Charlottetown Curling Club                                             | 8.                   |
| 2001 | Peter MacDonald       | Peter Gallant     | Mark O’Rourke     | Mark Butler       | Charlottetown, Charlottetown Curling Club                                             | 8.                   |
| 2002 | John Likely           | Robert Campbell   | Eric Brodersen    | Jeff Smith        | Charlottetown, Charlottetown Curling Club                                             | 12.                  |
| 2003 | Robert Campbell       | Kevin Champion    | Phillip Gorveatt  | Mike Dillon       | Charlottetown, Charlottetown Curling Club                                             | 12.                  |
| 2004 | Mike Gaudet           | Evan Sullivan     | Craig Arsenault   | Sean Ledgerwood   | Summerside, Summerside Curling Club                                                   | 11.                  |
| 2005 | Rod MacDonald         | Kevin Champion    | Phillip Gorveatt  | Mike Dillon       | Charlottetown, Charlottetown Curling Club                                             | 9.                   |
| 2006 | Rod MacDonald         | Kevin Champion    | Dave Kassner      | Phillip Gorveatt  | Charlottetown, Charlottetown Curling Club                                             | 10.                  |
| 2007 | Peter Gallant         | Kevin Champion    | Mark O’Rourke     | Robert Campbell   | Charlottetown, Charlottetown Curling Club                                             | 10.                  |
| 2008 | Peter Gallant         | Kevin Champion    | Mark O’Rourke     | John Desrosiers   | Charlottetown, Charlottetown Curling Club                                             | 9.                   |
| 2009 | Rod MacDonald         | Kevin Champion    | Andrew Robinson   | Mark O’Rourke     | Charlottetown, Charlottetown Curling Club                                             | 12.                  |
| 2010 | Rod MacDonald         | Kevin Champion    | Andrew Robinson   | Mark O’Rourke     | Charlottetown, Charlottetown Curling Club                                             | 11.                  |
| 2011 | Eddie MacKenzie       | Mike Gaudet       | Mike Dillon       | Alex MacFadyen    | Charlottetown, Charlottetown Curling Club                                             | 12.                  |
| 2012 | Mike Gaudet           | Tyler MacKenzie   | Tyler Harris      | Sean Clarey       | Charlottetown, Charlottetown Curling Club                                             | 12.                  |
| 2013 | Eddie MacKenzie       | Anson Carmody     | Alex MacFadyen    | Sean Ledgerwood   | Charlottetown, Charlottetown Curling Club                                             | 10.                  |
| 2014 | Eddie MacKenzie       | Anson Carmody     | Tyler MacKenzie   | Sean Ledgerwood   | Charlottetown, Charlottetown Curling Club                                             | 9.                   |
| 2015 | Adam Casey            | Josh Barry        | Anson Carmody     | Robbie Doherty    | Summerside, Silver Fox Curling & Yacht Club Charlottetown, Charlottetown Curling Club | 8.                   |